# AMD Am286
Am286 je označení procesorové řady podle standardu x86, kterou (zhruba od roku 1984) začala vyrábět společnost AMD.
Počátkem 80. let společnost IBM - ve svém záměru prorazit se standardem osobního počítače - považovala za dobré si smluvně pojistit, aby dodavatelské společnosti na procesory, které do nich používala, byly minimálně dvě. Její primární dodavatel, společnost Intel, tak musela zadat společnosti AMD licenci na výrobu čipů podle jejích návrhů, aby vyhověla požadavkům svého odběratele. To byl pro AMD začátek zkušenosti s x86-kompatibilních procesory a první takový procesor dostal označení Am286.
Am286 byl zcela podle návrhů Intelu, kompatibilní byl i rozvod pinů a patice, vnitřek byl založen na mikrokódu podle Intelu.
V roce 1989, kdy spatřil světlo světa 80386(autor zde uvádí fakty které nekorelují se skutečností, zdroj?)), význam Am286 rychle upadl. AMD se však paralelně s tím snažila Am286 prodávat i jako embedovaný procesor.

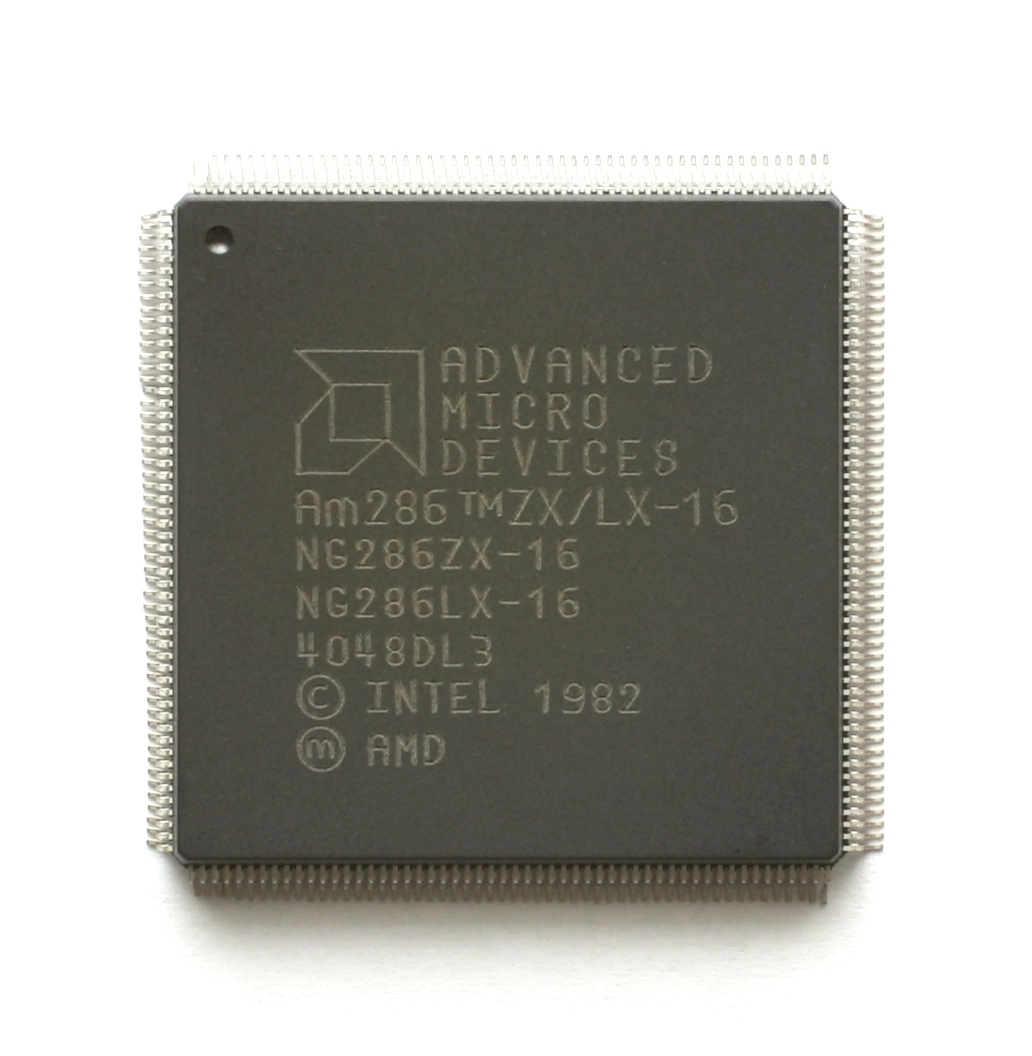
The Am286ZX/LX je SoC verze procesoru Am286.
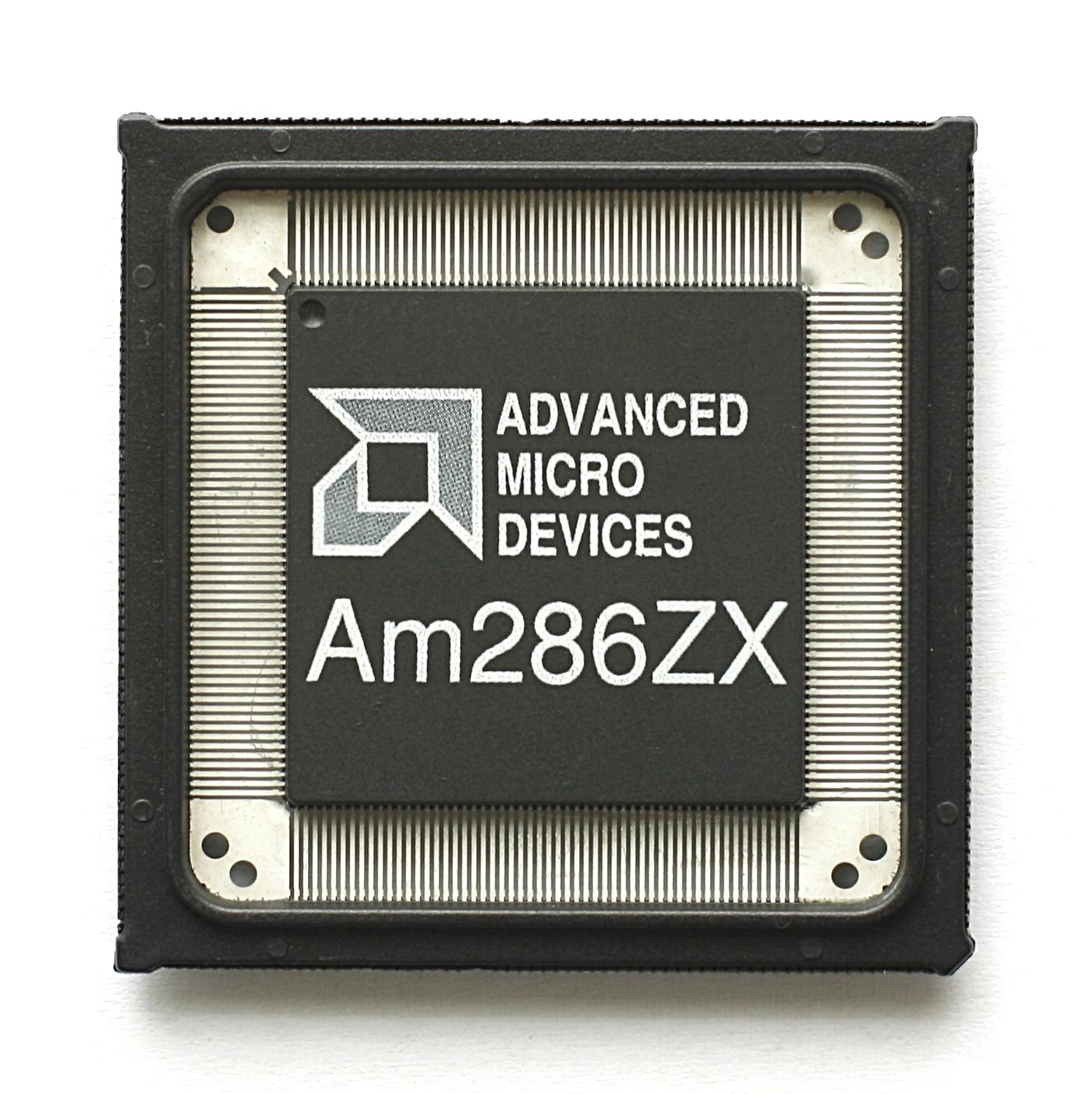
Am286ZX vzorek pro marketing